# Holden Commodore
Holden Commodore – samochód osobowy klasy średniej-wyższej, produkowany od 1978 roku przez australijską firmę Holden.
Model Commodore zastąpił model Holden Kingswood (HZ), który de facto był od niego większy. Kingswood zaliczany był do klasy full-size (ang.: pełnowymiarowy), natomiast Commodore nie spełniał wymogów stawianych w tej klasie. Od początku produkcji Commodore występuje w wersjach sedan i kombi. Jednak w Australii dość istotnym segmentem rynku są lekkie pick-upy budowane w oparciu o samochody osobowe. Nazywane są ute od słowa utility (ang.: użytkowy). Po zaprzestaniu produkcji Holdena Ute (WB) w 1984 roku, opartego na modelu Kingswood, nastąpiła przerwa zapełniona dopiero w 1990 roku, kiedy to zaprezentowano Holdena Ute (VN) (skonstruowanego w oparciu o model Commodore VN). Od tej pory modele Ute zaczęto opierać na modelach Commodore.

## Modele

### Holden Commodore I-generacji (VB-VC-VH-VK-VL)

#### VB (1978 - 1979)
Pierwszego Holdena Commodore zaprezentowano w 1978 roku. Bazował na Oplu Commodore C (będącego bogatszą wersją Opla Rekorda E) z 1977 roku. Auto było dostosowane do pomieszczenia większych silników, w tym rzędowych jednostek sześciocylindrowych. Model kombi z, co typowe dla modeli Commodore, podwyższonym dachem pojawił się niedługo po sedanie. Już w pierwszym roku sprzedaży stał się najchętniej kupowanym autem w Australii.
Silniki:
- R6 2.85 (64 kW) - HEC Red (HEC - Holden Engine Company; Red (ang.: czerwony) - oznaczenie silnika)
- R6 3.3 (66 kW) - HEC Red
- V8 4.2 (87, 96 kW) - HEC Red
- V8 5.0 (114 kW) - HEC Red

#### VC (1980 - 1981)
Modele VC na rok modelowy '80 i '81 poddano nieznacznym modyfikacjom w wyglądzie. Główne zmiany zaszły pod maską. We wszystkich dotychczasowych silnikach zastosowano elektroniczny zapłon. W odpowiedzi na kolejny kryzys paliwowy wprowadzono model Commodore Four (ang.: cztery) z czterocylindrowym silnikiem o pojemności 1.9 z modelu Sunbird. Była to w rzeczywistości czterocylindrowa wersja silnika R6 2.85 l. krytykowana za brak mocy. Silnik ten oferowano do modelu VN włącznie.
Silniki:
- R4 1.9 (58 kW) - HEC Blue
- R6 2.85 (76 kW) - HEC Blue
- R6 3.3 (83 kW) - HEC Blue
- V8 4.2 (100, 115 kW) - HEC Blue
- V8 5.0 (115, 126 kW) - HEC Blue

#### VH (1982 - 1984)
Nowością było oferowanie w opcji pięciobiegowej skrzyni biegów do silników R4 1.9 i R6 2.85.
W 1982 roku pojawił się sportowy model Commodore SS oferowany z silnikiem V8 4.2, a później również V8 5.0.
Silniki:
- R4 1.9 (54 kW) - Starfire
- R6 2.85 (73 kW) - HEC Blue
- R6 3.3 (83 kW) - HEC Blue
- V8 4.2 (100, 115 kW) - HEC Blue
- V8 5.0 (117, 126 kW) - HEC Blue

#### VK (1984 - 1985)

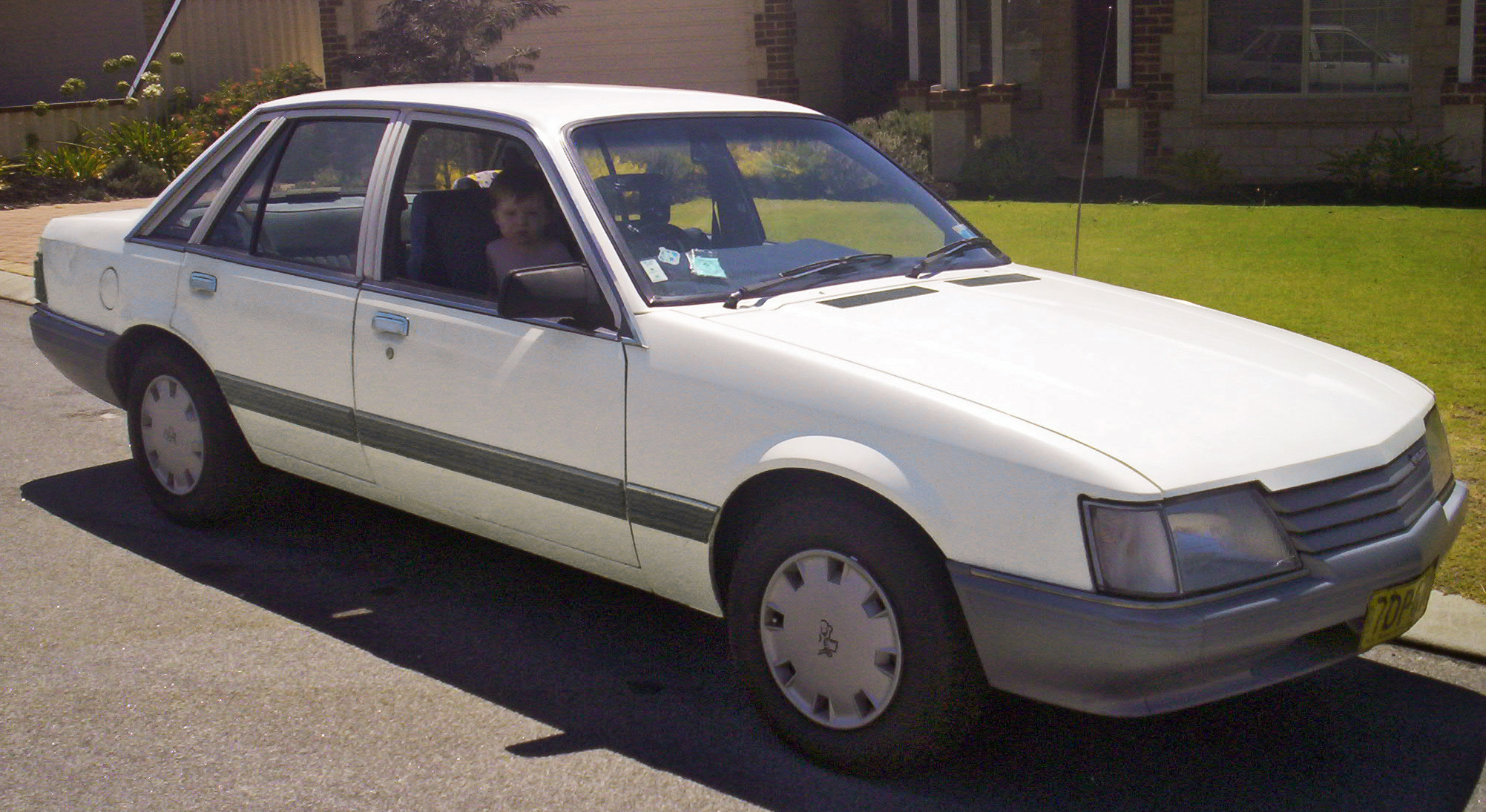
Holden Commodore (VK)

Ze względu na utratę pozycji lidera sprzedaży na rzecz Forda Falcona w 1984 roku zdecydowano się zmienić koncepcję i wytwarzać model Commodore z nadwoziem Opla Senatora. Nadwozie to oferowało nieco przestronniejsze wnętrze, co pod względem wymiarów stawiało go bliżej swego głównego rywala, Forda Falcona. W 1985 roku zmniejszono nieco pojemność silnika V8 z 5.0 do 4.9 ze względu na przepisy Grupy A w sportach samochodowych.
Silniki:
- R4 1.9 - jedynie wersje eksportowe
- R6 3.3 - HEC Black
- R6 3.3 Ei - Black
- V8 5.0 - Black (do kwietnia 1985)
- V8 4.9 - Black (od kwietnia 1985)

#### VL (1986 - 1987)
Po raz pierwszy od pojawienia się w 1978 roku zmodernizowano przedni pas tak, aby odróżniał się od modeli Opla. Dotychczasowe silniki R6 3.3l. zastąpiono konstrukcją marki Nissan. Były to również rzędowe jednostki sześciocylindrowe lecz o pojemności 3.0l. w wersjach wolnossącej i turbodoładowanej. Przez wielu fanów VL uznawany jest za najlepszy model Commodore.
Silniki:
- R6 3.0 Ei (114 kW) - Nissan RB30E
- R6 3.0 Ei Turbo (150 kW) - Nissan RB30ET (sierpień 1986)
- V8 4.9 (122 kW) - HEC Black (wrzesień 1986)

### Holden Commodore II-generacji (VN-VP-VR-VS)

#### VN (1988 - 1991)

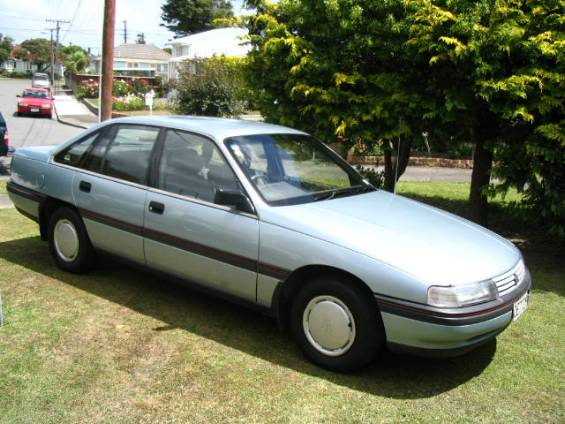
Holden Commodore Berlina (VN)

Całkowicie nowy model, VN, został przedstawiony 17 sierpnia 1988 roku. Z profilu do złudzenia przypominał Opla Senatora B, jednak przedni i tylny pas zostały zestylizowane w sposób bardziej smukły niż w Oplu. Do napędu użyto silników General Motors, używanych głównie przez markę Buick, V6 3800 i V8 5000. Na rynek Nowej Zelandii oferowano również podstawowy silnik czterocylindrowy o pojemności 2.0 z palety Opla. Po zamknięciu montowni w Petone w Nowej Zelandii w 1990 model ten zniknął z tamtejszej oferty.
Na podstawie umowy z koncernem Toyoty modele VN, VP, VR i VS były wytwarzane jako Toyota Lexcen w niemal niezmienionej formie.
Silniki:
- R4 2.0 - (Berlina, wersja Nowozelandzka - do 1990 r.)
- V6 3.8 (125 kW) - GM-HEC
- V8 5.0 (165 kW) - GM-HEC

#### VP (1991 - 1993)
Seria VP odróżniała się drobnymi zmianami w wyglądzie i wyposażeniu. W bogatszych wersjach oferowano ABS w opcji. Poprawiono charakterystykę silnika V6 co wpłynęło na wzrost mocy o 2 kW.
Silniki:
- V6 3.8 (127 kW)
- V8 5.0 (165 kW)
- V8 5.0 (180 kW) - HSV (Holden Special Vehicles)

#### VR (1993 - 1995)
Na rok modelowy '93 zaprezentowano mocno zmodyfikowany pod względem wyglądu model VR. Zmieniono pas przedni i tylny, nadając światłom bardziej obły i nowoczesny wygląd. Zniknęło ścięcie tylnego nadkola, przez co auto straciło coś ze swego charakteru. Po raz pierwszy w tym modelu zastosowano boczną poduszkę powietrzną dla kierowcy.
Silniki:
- V6 3.8 (130 kW)
- V8 5.0 (165 kW)

#### VS (1995 - 1997)
Niemal bez żadnych zmian w wyglądzie, seria VS pojawiła się w 1995 roku. Zmiany zaszły jednak pod maską.
Silnik V6 został skonstruowany od nowa, tak że ze starą wersją wspólne zostały tylko podstawowe wymiary a więc
i pojemność. Wzrosła moc przy jednoczesnym obniżeniu poziomu spalania. Model VS był ostatnim, jaki sprzedawano pod nazwą Toyota Lexcen. Produkcję modelu Lexcen zakończono definitywnie w 1996 roku.
Silniki:
- R4 2.6 - (Opel Calais sprzedawany w Malezji i Singapurze)
- V6 3.8 (147 kW) - ECOTEC HEC
- V6 3.8 Supercharged (165 kW) - (Seria II Calais, Statesman, Caprice)
- V8 5.0 (165 kW)
- V8 5.0 (185 kW) - HSV

### Holden Commodore III-generacji (VT-VX-VY-VZ)

#### VT (1997 - 2000)

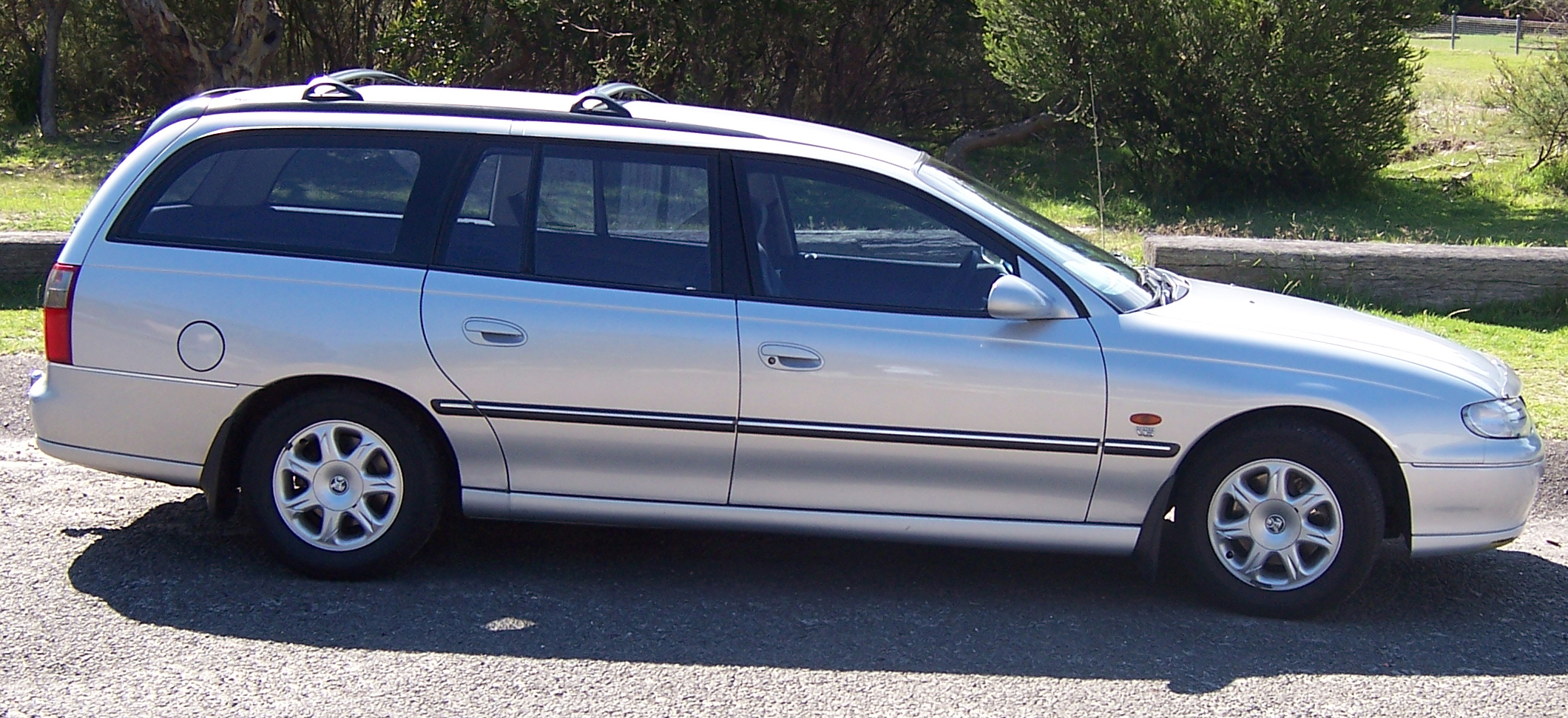
Holden Commodore Berlina kombi (VT)

Całkowicie nowy model, trzeciej generacji pojawił się w 1997 roku. Pod względem budowy prawie w całości bazował na modelu Omega B firmy Opel. Zasadnicza różnica, pomijając elementy ozdobne, czy kierownicę po prawej stronie, polegała na zastosowaniu, podobnie jak w poprzednich modelach, znacznie większych silników. Początkowo były to nieco mocniejsze wersje znanych już jednostek napędowych, jednak w serii II, zaprezentowanej w 1999 roku, zastąpiono ośmiocylindrową jednostkę 5.0 l. motorem o pojemności 5.7 l. znanym z modeli Corvette.
Silniki:
- V6 3.8 (147 kW) - ECOTEC HEC
- V6 3.8 Supercharged (171 kW)
- V8 5.0 (179 kW) - (Seria I)
- V8 5.7 (220 kW) - GenIII LS1 (Seria II)

#### VX (2000 - 2002)
Główne zmiany pozostały niewidoczne z zewnątrz. Dzięki zmianie oprogramowania silnik V6 zyskał na mocy, poprawiono również tylne zawieszenie, krytykowane w serii VT za złą charakterystykę.
Silniki:
- V6 3.8 (152 kW)
- V6 3.8 Supercharged (171 kW)
- V8 5.7 (225 kW) - GenIII LS1

#### VY (2002 - 2004)

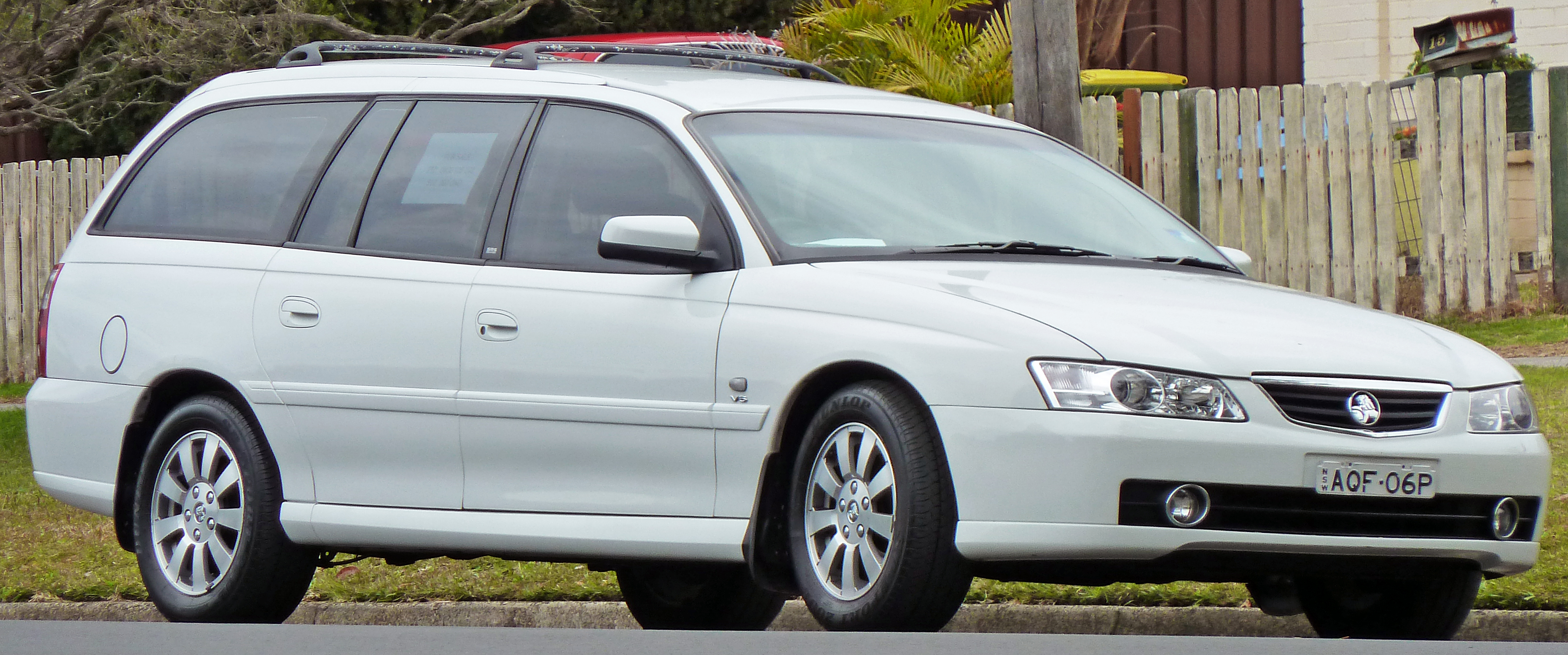
Holden Commodore VY

Wraz z serią VY przyszła pora na znaczące modyfikacje. Zmieniono znacznie wygląd zewnętrzny, nadając lampom i elementom ozdobnym bardziej ostre kształty, wzorując się nieco na liftingu Omegi. Wewnątrz także wiele zmieniono, począwszy od deski rozdzielczej po kierownicę, czy drążek zmiany biegów.
Silniki:
- V6 3.8 (152 kW) - ECOTEC HEC
- V6 3.8 Supercharged (171 kW)
- V8 5.7 (225 kW)
- V8 5.7 (235 kW)
- V8 5.7 (245 kW)

#### VZ (2004 - 2006)
W sierpniu 2004 przedstawiono serię VZ. Całkowitą nowością był silnik sześciocylindrowy serii Alloytec o oznaczeniu LY7. Jest to amerykańska jednostka napędowa, stosowana w wielu modelach samochodów General Motors.
Kolejne zmiany pod maską zaszły na przełomie 2005 i 2006 roku. Było to zastąpienie wysłużonego silnika LS1 większym L76 o pojemności 6 litrów.
Silniki:
- V6 3.6 (175, 172 kW) - Alloytec LY7
- V6 3.6 (190 kW) - Alloytec 190 LY7
- V8 5.7 (235 kW) - Gen III LS1 (do 31.12.2005)
- V8 5.7 (250 kW) - Gen III LS1 (do 31.12.2005)
- V8 5.7 (260 kW) - Gen III LS1 (do 31.12.2005)
- V8 6.0 (260 kW) - Gen IV L76 (od 1.1.2006)

### Holden Commodore IV-generacji (VE)

#### VE (2006 - 2013 )

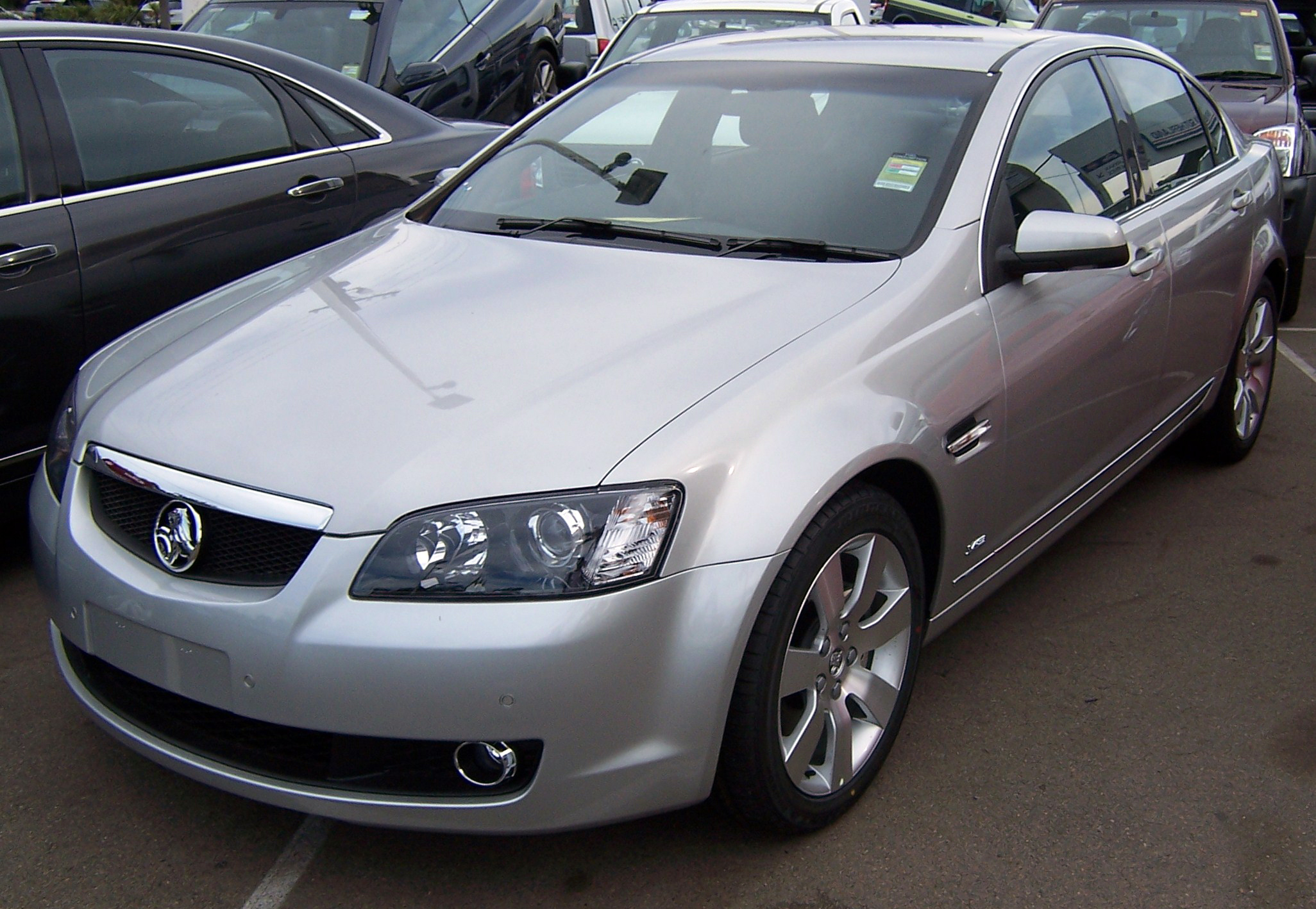
Holden Commodore Omega (VE)

Pierwsza prezentacja czwartej generacji Holdena Commodore, tym razem noszącego oznaczenie VE, nastąpiła 16 lipca 2006 roku. Sprzedaż rozpoczęto miesiąc później. W samej Australii była to długo oczekiwana premiera ze względu na to, że powstał jako konstrukcja własna firmy Holden.
Koncepcja zakładała, że nowy model, tak jak i poprzednicy, ma być tani w produkcji, posiadać tylny napęd i mieścić duże silniki V6 i V8. Opel zaprzestał produkcji Omegi w 2003 roku oferując jedynie model Signum będący powiększoną wersją Vectry. Płyta podłogowa GM Epsilon na której powstaje Vectra była za mała i nie dostosowana do tylnego napędu. Z kolei platforma GM Sigma na której powstały Cadillaci CTS i STS okazała się zbyt kosztowna w produkcji ze względu na stopy aluminium używane do jej produkcji. Wobec powyższych argumentów w 2000 roku Holden, jako filia General Motors otrzymał zielone światło do rozpoczęcia prac nad nową, tanią w produkcji płytą podłogową dla dużych aut o tylnym napędzie. W 2004 roku pierwsze prototypy serii VE rozpoczęły testy. W Brazylii ten model jest sprzedawany jako Chevrolet Omega.
VE występuje wyłącznie w wersji sedan, kombi i pick-up.
Silniki:
- V6 3.6 (180 kW) - Alloytec LY7
- V6 3.6 (175 kW) - Alloytec LPG LY7
- V6 3.6 (195 kW) - Alloytec 195 LY7
- V8 6.0 (270 kW) - Gen IV L98

#### VF (od 2013)

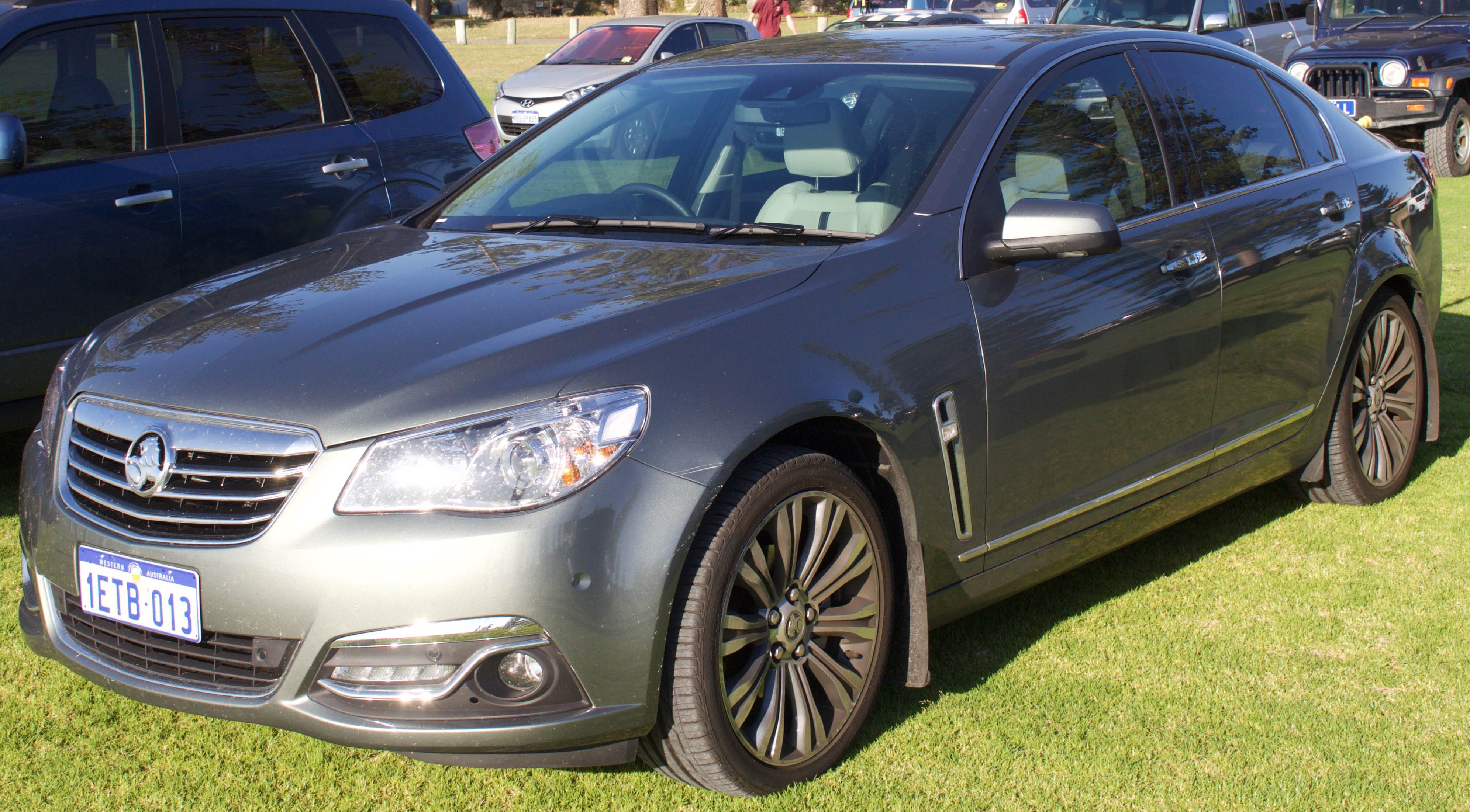
Holden Calais (VF)

VF Commodore, czyli zmodernizowana wersja VE, została oficjalnie zaprezentowane 10 lutego 2013. Sprzedaż ma rozpocząć się w połowie 2013 roku. Początkowo zakładano, że będzie to ostatnie wcielenie Commodore'a zaprojektowane i produkowane na terenie Australii, jednak w lutym 2013 prezes Holdena, Mike Devereux, potwierdził, że od 2016 produkowany będzie nowy Commodore z przednim napędem i czterocylindrowym silnikiem.
Silniki:
- V6 3.6 (180 kW) - Alloytec LY7
- V6 3.0 (185 kW) - SIDI LF1
- V6 3.6 (210 kW) - SIDI LLT
- V8 6.0 (270 kW) - Gen IV L98
- V8 6.0 (260 kW) - Gen IV L76